# Mary Edwards Walker
Mary Edwards Walker, comunemente nota come Dr. Mary Walker, (Oswego, 26 novembre 1832 – Oswego, 21 febbraio 1919) è stata un medico e attivista statunitense.
È l'unica donna ad aver mai ricevuto la Medal of Honor.

## Primi anni e formazione
Mary Edwards Walker nacque nel 1832 da Alvah e Vesta Walker. Era la più giovane di sette figli: aveva cinque sorelle e un fratello. L'educazione progressista poco convenzionale per l'epoca ricevuta dai suoi genitori nutrì lo spirito di indipendenza e il senso di giustizia di Mary che dimostrò attivamente per tutta la vita. Pur essendo cristiani devoti, i Walker erano liberi pensatori che crebbero i loro figli per mettere in discussione i regolamenti e le restrizioni di varie denominazioni. Walker lavorò nella sua fattoria di famiglia da bambina. Non indossava abiti da donna durante il lavoro agricolo perché li considerava troppo restrittivi. Sua madre rafforzò il suo punto di vista sul fatto che i corsetti e gli allacciamenti stretti fossero malsani.
La sua istruzione elementare consisteva nella frequenza alla scuola locale che i suoi genitori avevano fondato. I Walker erano determinati che le loro figlie fossero istruite quanto il loro figlio, così fondarono la prima scuola gratuita a Oswego alla fine degli anni '30 del XIX secolo. Dopo aver terminato la scuola elementare, Mary e due delle sue sorelle maggiori frequentarono il Falley Seminary a Fulton, New York, una scuola che enfatizzava le moderne riforme sociali nei ruoli di genere, nell'istruzione e nell'igiene. Nel suo tempo libero, Mary studiava attentamente i testi medici di suo padre sull'anatomia e la fisiologia: il suo interesse per la medicina è attribuibile alla sua esposizione alla letteratura medica in tenera età. Insegnò in una scuola a Minetto, New York, guadagnando alla fine abbastanza soldi per sostenere i suoi studi al Syracuse Medical College, dove si laureò in medicina con lode nel 1855, unica donna del suo corso.
Sposò il compagno di corso Albert Miller il 16 novembre 1855, poco prima di compiere 23 anni. Walker indossava una gonna corta con pantaloni sotto, si rifiutò di promettere obbedienza al marito e conservò il suo cognome. La coppia avviò uno studio congiunto a Rome, New York, tuttavia l'attività non fiorì poiché a quel tempo le donne medico non erano generalmente considerate affidabili o rispettate. Successivamente divorziarono a causa dell'infedeltà di Miller.

## Cambio di abbigliamento

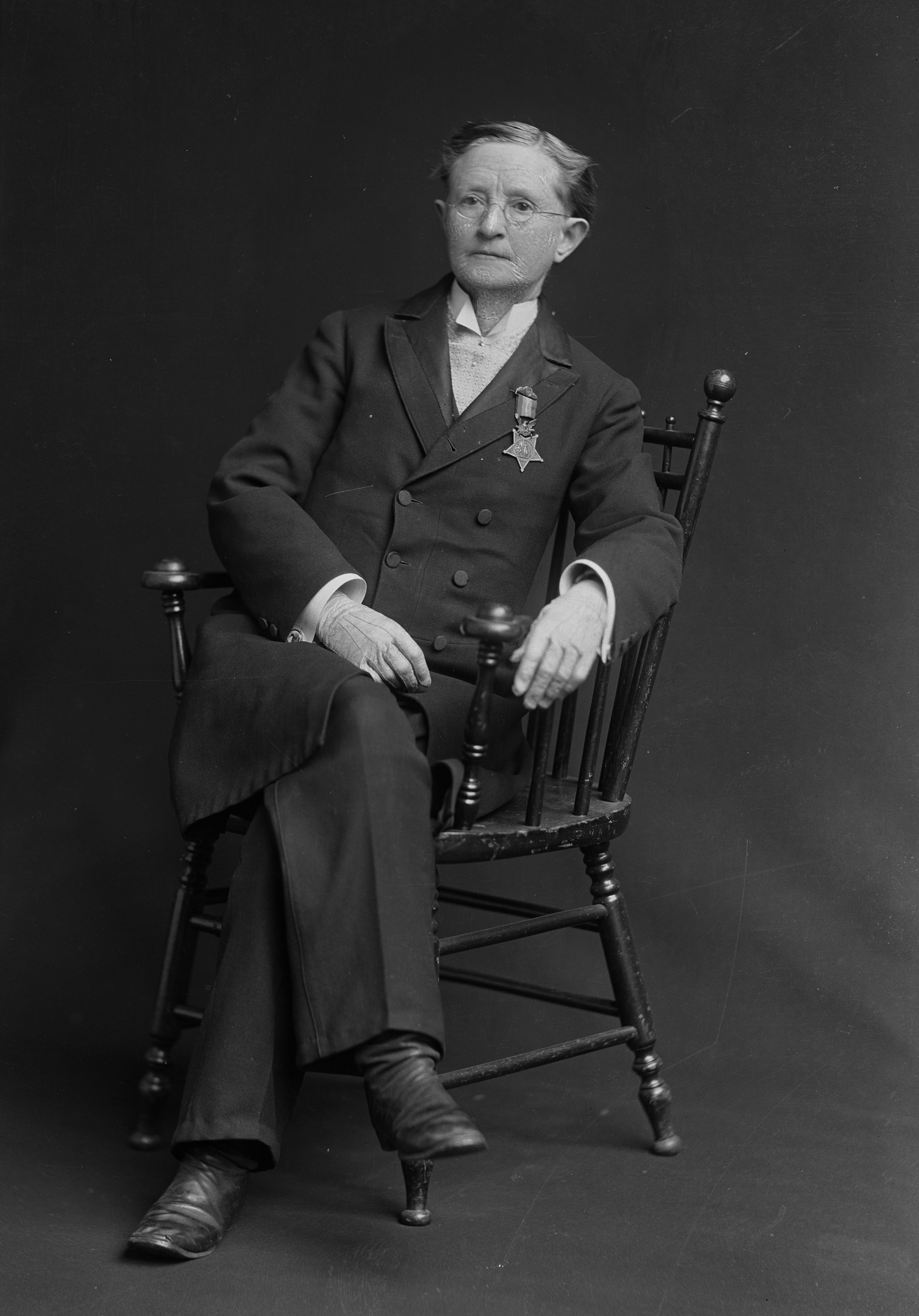
Walker fotografata da C.M. Bell

Nel 1871 scrisse: "I più grandi dolori di cui soffrono le donne oggi sono quelli fisici, morali e mentali, causati dal loro modo di vestirsi in modo antigienico!" Si oppose fermamente alle gonne lunghe da donna con numerose sottovesti, non solo per il loro disagio e la loro inibizione alla mobilità di chi le indossa, ma per la loro raccolta e diffusione di polvere e sporcizia. Da giovane iniziò a sperimentare varie lunghezze e strati di gonna, tutte con pantaloni da uomo sotto. Nel 1861 il suo tipico completo comprendeva pantaloni con bretelle sotto un vestito al ginocchio con una vita stretta e una gonna ampia.
Sebbene incoraggiata dalla sua famiglia, le sue scelte di vestiario furono spesso accolte con critiche. Una volta, mentre era insegnante, fu aggredita mentre tornava a casa da un vicino contadino e da un gruppo di ragazzi che la inseguirono e la attaccarono con uova e altri oggetti. Le colleghe della scuola di medicina criticavano le sue scelte e spesso i pazienti la guardavano a bocca aperta e la prendevano in giro. Tuttavia persistette nella sua missione di riformare l'abbigliamento femminile. Il suo punto di vista secondo cui l'abbigliamento femminile avrebbe dovuto "proteggere la persona e consentire libertà di movimento e circolazione, e non rendere chi lo indossa uno schiavo" rese il suo impegno per la riforma dell'abbigliamento grande quanto il suo zelo per l'abolizionismo. Scrisse notoriamente nel giornale femminile The Sibyl: A Review of the Tastes, Errors, and Fashions of Society sulla sua campagna contro la moda femminile, tra le altre cose, per i suoi danni alla salute, le sue spese e il suo contributo alla dissoluzione dei matrimoni. La sua letteratura ha contribuito alla diffusione delle sue idee e l'ha resa una figura popolare tra le altre femministe e tra le donne medico.

## Guerra civile americana
Walker si offrì volontaria allo scoppio della guerra civile americana come chirurgo. Essendole stato offerto il ruolo di infermiera, rifiutò e scelse di fare volontariato come chirurgo per l'esercito dell'Unione come civile. L'esercito degli Stati Uniti non aveva chirurghi donne e all'inizio le fu permesso di esercitare solo come infermiera. Durante questo periodo prestò servizio nella prima battaglia di Bull Run nel 1861 e presso il Patent Office Hospital di Washington D.C. Inoltre prestò servizio come chirurgo vicino alle linee del fronte dell'Unione, inclusa la battaglia di Fredericksburg e a Chattanooga dopo la battaglia di Chickamauga. Da suffragista era felice di vedere donne che prestavano servizio come soldati e allertò la stampa sul caso di Frances Hook nel reparto 2 dell'ospedale di Chattanooga, una donna che prestò servizio nelle forze dell'Unione travestita da uomo. Walker fu la prima donna chirurgo dell'esercito dell'Unione. Indossava abiti da uomo durante il suo lavoro, sostenendo che fosse più facile per le elevate esigenze della sua professione.
Nel settembre 1862 Walker scrisse al Dipartimento della Guerra chiedendo un impiego come spia, ma la sua proposta fu rifiutata. L'anno successivo fu assunta come assistente chirurgo a contratto (civile) dall'esercito del Cumberland, diventando la prima donna chirurgo dell'esercito statunitense.
Il 10 aprile 1864 fu catturata dalle truppe confederate e arrestata come spia, subito dopo aver finito di aiutare un medico confederato a eseguire un'amputazione. Fu mandata a Castle Thunder a Richmond, in Virginia, e vi rimase fino al 12 agosto 1864, quando fu rilasciata come parte di uno scambio di prigionieri. Mentre era in prigione si rifiutò di indossare i vestiti che le erano stati forniti.
Continuò a servire come supervisore di una prigione femminile a Louisville, Kentucky, e come capo di un orfanotrofio nel Tennessee.

## Anni successivi

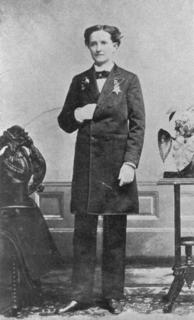
Walker, ca. 1870. Indossava spesso abiti maschili.

Dopo la guerra, Walker ottenne una pensione di invalidità per atrofia muscolare parziale subita mentre era in prigione.
Divenne una scrittrice e docente, sostenendo questioni come l'assistenza sanitaria, la temperanza, i diritti delle donne e la riforma dell'abbigliamento per le donne. Fu spesso arrestata per aver indossato abiti da uomo e insistette sul suo diritto di indossare abiti che riteneva appropriati. Alle numerose critiche sul suo modo di vestire rispose: "Non indosso abiti da uomo, indosso i miei vestiti".
Fu un membro dell'Ufficio centrale per il suffragio femminile a Washington, e sollecitò fondi per dotare una cattedra di una professoressa presso la scuola di medicina della Howard University. Tentò di registrarsi per votare nel 1871, ma fu respinta. La posizione iniziale del movimento, seguendo la sua guida, era quella di affermare che le donne avevano già il diritto di voto, e il Congresso aveva solo bisogno di emanare una legislazione abilitante. Dopo alcuni anni infruttuosi a sostenere questa posizione, il movimento promosse l'adozione di un emendamento costituzionale. Continuò a partecipare alle assemblee di suffragio e a distribuire le sue opere, ma fu praticamente ignorata dal resto del movimento. La sua propensione a indossare abiti maschili, incluso un cappello a cilindro,contribuì ad accrescere la sua impopolarità. Ricevette un'accoglienza più favorevole in Inghilterra piuttosto che negli Stati Uniti.
Nel 1907 pubblicò Crowning Constitutional Argument in cui sosteneva che alcuni Stati, così come la Costituzione federale, avevano già concesso alle donne il diritto di voto. Testimoniò sul suffragio femminile davanti ai comitati della Camera dei rappresentanti degli Stati Uniti nel 1912 e nel 1914.
Dopo una lunga malattia morì nella sua casa nel 1919, all'età di 86 anni. Fu sepolta al cimitero rurale di Oswego, New York. La sua morte sopraggiunse un anno prima dell'approvazione del XIX emendamento della Costituzione degli Stati Uniti, che concesse alle donne il diritto di voto.

## Onorificenze e riconoscimenti

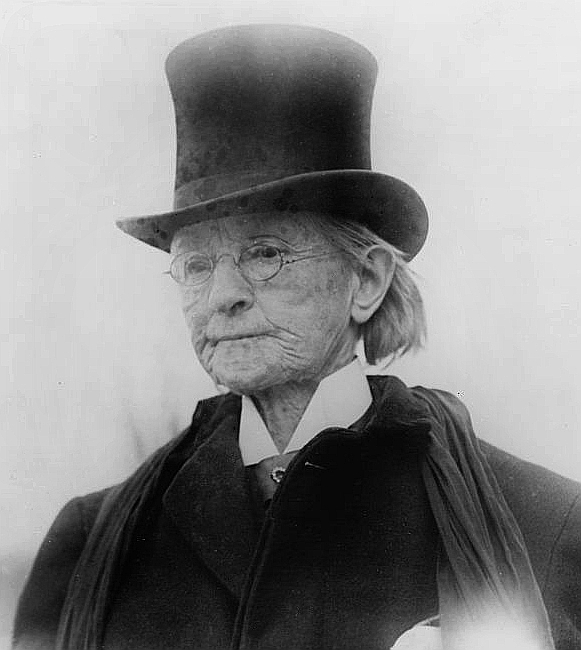
Walker intorno al 1911.

Dopo la guerra Walker chiese un brevetto retroattivo o una commissione per convalidare il suo servizio. Il presidente Andrew Johnson incaricò il Segretario della guerra Edwin Stanton di studiare la legalità della questione e sollecitò un parere dal giudice dell'avvocato generale dell'esercito, il quale aveva stabilito che non c'erano precedenti per l'incarico di una donna, ma che un "riconoscimento di encomio" poteva essere emesso in sostituzione della commissione. Ciò portò Johnson a conferire personalmente la Medal of Honor come alternativa. Pertanto Walker fu formalmente raccomandata per la Medal of Honor, e questo insolito processo può anche spiegare perché le autorità hanno trascurato la sua ineleggibilità, ironicamente per mancanza di una commissione.
Nel 1916 il Congresso degli Stati Uniti approvò una legge sulle pensioni per i beneficiari della Medal of Honor, e così facendo creò distinti rotoli di medaglia d'onore dell'esercito e della marina. L'esercito fu incaricato di esaminare l'idoneità dei precedenti destinatari in un disegno di legge separato non correlato ai ruoli pensionistici, ma che era stato richiesto al fine di controllare retroattivamente i premi indesiderabili. I premi non desiderati risultarono dalla mancanza di regolamenti sulla medaglia: l'esercito non aveva pubblicato alcun regolamento fino al 1897 e la legge aveva pochissimi requisiti, il che significava che i destinatari potevano guadagnare una medaglia praticamente per qualsiasi motivo, ottenendo quasi 900 premi per estensioni di arruolamento non in combattimento. Il Medal of Honor Board dell'esercito deliberò dal 1916 al 1917, e scrisse i nomi dei 911 dal Medal of Honor Roll dell'esercito, compresi quelli della dottoressa Mary Edwards Walker e William F. "Buffalo Bill" Cody. Entrambi furono considerati non idonei per la medaglia d'onore dell'esercito perché le leggi del 1862, 1863 e 1904 richiedevano rigorosamente che i destinatari fossero ufficiali o membri arruolati. Nel caso di Walker, era un chirurgo civile a contratto e non era un ufficiale incaricato. Tuttavia, il Medal of Honor Board avrebbe discriminato Walker perché si rifiutò di revocare la medaglia di almeno altri due chirurghi a contratto che erano ugualmente ineleggibili. Uno di questi era il maggiore generale Leonard Wood, un ex capo di stato maggiore dell'esercito che era un chirurgo civile a contratto nella stessa condizione di Walker quando fu indicato per il premio. Questo era noto al Medal of Honor Board, poiché il presidente del consiglio, il generale Nelson Miles, aveva raccomandato due volte la medaglia di Wood e sapeva che non era idoneo. Ai destinatari non iscritti non fu ordinato di restituire le loro medaglie su raccomandazione dell'avvocato generale del giudice dell'esercito, il quale aveva osservato che il Congresso non concedeva all'esercito la giurisdizione per applicare questa disposizione dello statuto, rendendo inoperanti sia il recupero che le sanzioni penali.
Sebbene diverse fonti attribuiscano al presidente Jimmy Carter il ripristino postumo della medaglia di Walker nel 1977, questo probabilmente non è corretto, poiché l'azione fu intrapresa ben al di sotto del segretario dell'esercito, al livello del vice segretario dell'esercito per la manodopera e gli affari di riserva, che stava agendo su raccomandazione del Board for Correction of Military Records. Infatti, sia l'amministrazione Ford che quella di Carter si opposero al restauro: la seconda reagì con confusione all'annuncio della decisione del Consiglio. Un lavoro storico successivo ha documentato che il Board for Correction probabilmente aveva superato la sua autorità nel fare un restauro unilaterale della medaglia, poiché il Board è semplicemente una delegazione dell'autorità del Segretario dell'Esercito, e quindi non può contraddire una legge permanente, tanto meno una legge che richiedeva espressamente la revoca della medaglia di Walker. Pertanto, la decisione fu controversa perché sollevò questioni di separazione dei poteri: il mandato del Consiglio era solo quello di correggere errori o ingiustizie all'interno della sua autorità, non agire contro l'autorità del diritto pubblico. Questo stesso punto è stato illustrato dall'assegnazione della Medal of Honor di Garlin Conner all'inizio del 2018, anch'essa proveniente dal Board for Correction, ma che invece era passata attraverso il Presidente e aveva richiesto una rinuncia statutaria dal Congresso, considerato un requisito, perché il Consiglio mancava l'autorità di violare una legge pubblica e le relative prescrizioni.
Walker credeva di essere stata insignita della Medal of Honor perché era andata in territorio nemico per prendersi cura degli abitanti sofferenti, quando nessun uomo aveva il coraggio di farlo per paura di essere imprigionato.
Nel 2000 fu inserita nella National Women's Hall of Fame.

## Opere
- Mary Edwards Walker; United States. Congress. House. Committee on the Judiciary, Edward Thomas Taylor, Jane Addams, Woman suffrage, No.1: hearings before the Committee on the Judiciary, House of Representatives, Sixty-second Congress, second session, statement of Dr. Mary E. Walker. February 14, 1912, Government Printing Office, 1912.
«Mary Edwards Walker.»
- Walker, Mary Edwards, Hit: Essays on Women's Rights, The American News Company, 1871.  Reissued in paperback with a new introduction in 2003.[8]
- Mary Edwards Walker, Unmasked, or the Science of Immorality, To Gentlemen by a Woman Physician and Surgeon, 1878.

## Opere su di lei
- Negley, Keith. Mary Wears What She Wants, January 15, 2019
- DiMeo, Nate. Mary Walker Would Wear What She Wanted The Memory Palace Podcast Episode 76 Archiviato il 20 settembre 2017 in Internet Archive., October 19, 2015.
- Gall-Clayton, Nancy. I'm Wearing My Own Clothes! (Full-length play commissioned and produced by Looking for Lilith Theatre Company, July 2017. I’m Wearing My Own Clothes!)
- Lambil, Willy & Cauvin, Raoul. Miss Walker , Dupuis 2010.